# Schulz & Schlichting
Schulz & Schlichting (auch Schulz und Schlichting) war ein Architekturbüro, das 1884 in Berlin gegründet wurde. Es entwarf und baute in ganz Deutschland, insbesondere mit erfolgreicher Teilnahme an Architekturwettbewerben.
Einer der beiden namensgebenden Teilhaber war der Architekt Alfred Schulz (* 31. August 1854 in Berlin; † 24. Dezember 1902 ebenda). Er studierte an der Berliner Bauakademie und war danach zunächst im renommierten Berliner Architekturbüro von Martin Gropius und Heino Schmieden tätig, wo er unter anderem an den Entwürfen für das 1881 fertiggestellte Berliner Kunstgewerbemuseum mitarbeitete.
1884 gründete er gemeinsam mit dem Architekten Gustav Schlichting (* um 1854; † 1891) das Büro Schulz und Schlichting, Atelier für Architektur und Bauausführung. Dieser Büroname wurde auch nach dem Tod Schlichtings beibehalten.
Langjähriger Mitarbeiter des Büros war der Architekt Alf J. Balcke, der etwa von 1887 bis zu Schulz’ Tod 1902 dort tätig war und anscheinend „hervorragenden künstlerischen Antheil“ am Erfolg des Büros hatte.

## Bauten und Entwürfe

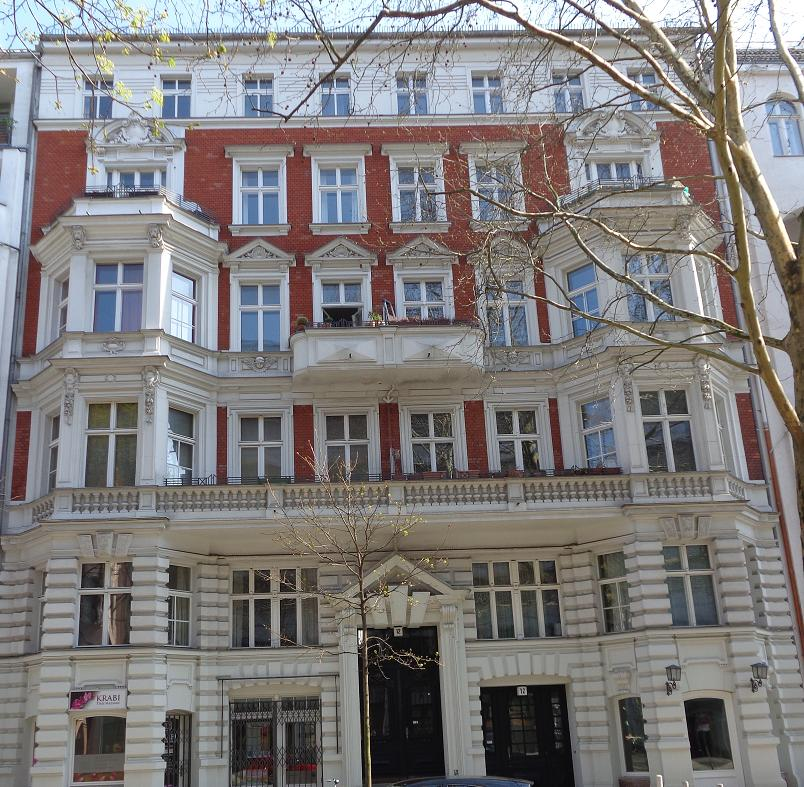
Keithstraße 12, Berlin

- 1886: Mehrfamilienwohnhaus für G. Goliasch in Berlin-Tiergarten, Keithstraße 12 (unter Denkmalschutz)[2]
- 1890/1891: Wettbewerbsentwurf für das Kunst- und Altertumsmuseum in Rostock (prämiert mit dem 1. Preis, nicht ausgeführt)[3]
- 1890–1902: Reglerhaus (Haus 1), Magazin (Revierbüro, Haus 11) und Schmiede, Werkstatt und Lager (Haus 6) im Gaswerk Schöneberg in Berlin-Schöneberg, Torgauer Straße (unter Denkmalschutz)[4]
- 1891/1892: Wettbewerbsentwurf für das Großherzogliche Museum in Darmstadt (gemeinsam mit W. Moeller; prämiert mit dem 2. Preis, nicht ausgeführt)[5][6]
- 1891/1892: Wettbewerbsentwurf für das Kunstgewerbe-Museum in Flensburg (prämiert mit dem 3. Preis, in eingereichter Form nicht ausgeführt, dennoch Einfluss des Grundrisses auf die realisierte Planung)[7][8]
- 1897: Wettbewerbsentwurf für das Kurhaus in Wiesbaden (Entwurf zum Ankauf empfohlen, nicht ausgeführt)[9]
- um 1898: Wohn- und Geschäftshäuser Fruchtstraße 4, 5 und 6
- 1898–1899: Retortenhaus und Maschinen- und Apparatehaus der Gasanstalt Oberspree für die Imperial Continental Gas Association in Berlin (Retortenhaus abgebrochen, Maschinen- und Apparatehaus unter Denkmalschutz)[10]
- 1899: Umspannwerk des Gaswerks Mariendorf in Berlin-Mariendorf, Großbeerenstraße[11]
- 1900: Wettbewerbsentwurf für das Vereinshaus des Lette-Vereins in Berlin (prämiert mit einem von zwei 1. Preisen, nicht ausgeführt)[12]
- 1900–1901: Gaswerk Mariendorf in Berlin-Mariendorf, Lankwitzer Straße 45–57[13]
- 1902: Wettbewerbsentwurf für einen Gesamtplan der Industrie- und Gewerbe-Ausstellung für Rheinland, Westfalen und benachbarte Bezirke in Düsseldorf (prämiert mit einem 3. Preis)
- 1902: Wettbewerbsentwurf für das Westfälische Provinzialmuseum in Münster (prämiert mit einem 3. Preis, nicht ausgeführt)[14]
- 1902: Wettbewerbsentwurf zur Umgestaltung des Landes-Ausstellungsgebäudes in Berlin-Moabit[15]
- 1902: Wettbewerbsentwurf zu einem neuen Kollegienhaus der Albert-Ludwigs-Universität Freiburg (prämiert mit einem 4. Preis, nicht ausgeführt)[16][17]